# Јелена Бонер
Јелена Бонер (рус. Елена Георгиевна Боннэр; Мерв, 15. фебруар 1923 — Бостон, САД, 18. јун 2011) била је активисткиња за људска права у бившем Совјетском Савезу, дисидент и списатељица.

## Биографија
Отац јој је био Георгиј Алиханов, оснивач и први секретар Јерменске комунистичке партије. Мајка Рут Бонер, била је јеврејски комунистичка активисткиња.
Током Стаљинове чистке отац јој је био ухапшен и осуђен на смрт 1937. године, под оптужбом за шпијунажу. Неколико дана касније и њена мајка била је ухапшена. Осудили су је као издајника отаџбине и 22. марта 1938. године на 8 година изгнанства. Оба родитеља су јој била рехабилитована 1954. године.
Након хапшења оба родитеља 1937. године, отишла је да живи код баке у Лењинград. По завршетку средње школе похађала је руски језик и књижевност на Институту историје уметности у Лењинграду. Дипломирала је 1940. године и приступила вечерњој школи педагошког Универзитета Херзен.
У медицинској школи је упознала свог првог мужа, Ивана Иван Симеонов са којим је добила двоје деце. Ћерка Татјана рођена је 1950. године, и сина Алексу рођеног 1956. године. Јелена и Иван развели су се 1965. године а њихова деца емигрирала су у САД у 1977. и 1978. године.
Током Другог светског рата била је добровољац у Црвеној армији где је помагала као медицинска сестра. Након тога радила је као редовног медицинска сестра, а касније у 1943. и као виша медицинска сестра у војној болници воза број 122 године 1971.
Током рата била је рањена. Призната је као инвалид Великом отаџбинском рату.
Током 1965. године, придружила се Комунистичкој партији.

## Активизам
Већ од 1940 године, почела је да помаже политичким затвореницима и њиховим породицама. Без обзира што се придружила Комунистичкој партији 1964. године, и даље је радила као лекар. Неколико година касније постала је активан члан совјетског покрета за људска права.
Након совјетског блока, када су власт тенковима у Чехословачкој покушале да угуше покрет Прашког пролећа , августа 1968. године, још више се посветила свом позиву. Немили догађај ојачао је њена уверења да систем не може бити реформисан изнутра. Из комунистичке партије се повукла 1972. године. Сматрала је да се ставови партије косе са њеним уверењима.
Током 1960-их и раних 1970.их година, одлазила је на суђења дисидентима. Током једног од тих путовања 1970. године у Калуги, први пут се састала са академиком Андрејев Сахаров (рус. Сахаров, Андрей Дмитриевич). Заједничким снагама радили су на одбрани Јевреја осуђених на смрт због покушаја бекства из Совјетском Савезу отетом авиону.
Године 1972. удала се за академика Андреја Сахаровог (рус. Сахаров, Андрей Дмитриевич).
Била је један од оснивача Московске хелсиншке групе. Оснивачки документ потписан је 12. маја 1976. године.
Због свог активног учешћа у борби за људска права, Jелена Бонер често је била уцењивана и претресана. Један од начина уцене било је и протеривање ћерке и сина са универзитета. Због све већих притисака, крајем седамдесетих година били су присиљени да емигрирају.
Јануара 1980. Андејев Сахаров протеран је у Горки. Након неколико дугих и болних штрајкова глађу, 1985. године, нови совјетски лидер Михаил Горбачов допустио му је да отпутују у САД на операције срца. У Сједињене Америчке Државе отпутовали су заједно. Децембру 1986. године, Горбачов им је дозволио да се заједно врате у Москву.

## Период након смрти супруга
Након смрти супруга, 14. децембра 1989. године, основала је Фондацију под именом „Андреј Сахаров“. Његове радове донирала је 1993. године, Универзитету Брандес у САД. Универзитету Харвард радови су предати 2004. године.
Током августовског пуча подржала је Бориса Јељциња. За време уставне кризе почетком 1993. године и придружила се бранитељима руског парламента.
Била је посвећена мировним активностима током рата у Чеченији. Активности је усмеравала са циљем окончања рата у Чеченији.
Члан Комисије за људска права била од самог оснивања па све до 28. децембра 1994. године. Разочарана због „геноцида над чечнским народом“ поднела је оставку и постала отворени противник руској умешаности у Чеченском рату.
Од 2006. године, живела је на релацији Москва - САД где су живела њена деца и петоро унучади.
Умрла је у Бостону 18. јуна 2011. године од срчаног удара. По њеној жељи тело је кремирано 21. јуна. Урна са пепелом пресељена је у Москву, где је сахрањена поред свог супруга.

## Радови
Њени радови објављивани су у штампаним часописима „Нева“ , „Млади“ , „Српски књижевни гласник“ и у стручним листу „лекарске праксе“ .
- Писала је програм за радио емисију „програм младих“, Омладинског радија Москве и „Радио 1“.
- Сарадник и слободни књижевни савет Уније совјетских писаца.
- Уредник издавачке куће „Медицина“
- Један од аутора књиге „Одеса, мој град, нећемо вас предати!“ (1964)

## Награде и признања
- Орден отаџбинског рата II степена (1988)
- Значка „Одлично здравље“ (СССР)
- Награда „За слободу штампе“ (1993)
- Меморијална награда Професор Рафто Торолфа (1991)
- Ордена за заслуге Републике Пољске указом председника Пољске Леха Качињског - За изузетна достигнућа у области заштите људских права и промоцији грађанских слобода (2009)